# Ращиці
Ращиці (пол. Raszczyce, нім. Raschütz) — село в Польщі, у гміні Лиски Рибницького повіту Сілезького воєводства.
Населення — 1093 особи (2011).
У 1975-1998 роках село належало до Катовицького воєводства.

## Демографія
Демографічна структура станом на 31 березня 2011 року:
|          | Загалом | Допрацездатний вік | Працездатний вік | Постпрацездатний вік |
| -------- | ------- | ------------------ | ---------------- | -------------------- |
| Чоловіки | 542     | 85                 | 394              | 63                   |
| Жінки    | 551     | 85                 | 348              | 118                  |
| Разом    | 1093    | 170                | 742              | 181                  |